# 생극터미널
생극터미널은 충청북도 음성군 생극면 음성로 1679-1 (신양리 490-8)에 위치한 대한민국의 시외버스터미널이다.
생극면 지역 주민들의 대중교통 수단의 편리성을 위해 한국전쟁 이후 공동정류소 면허를 받아 영업을 하고 있다. 이 때문에 정식 명칭은 생극공동정류소이다. 대지 면적은 717m2이고, 건축 면적은 약 200m2이다. 1층의 조그마한 건물에 매표소 겸 슈퍼가 자리잡고 있으며 별도의 승차홈은 존재하지 않고 건물 뒤쪽 공터에서 버스가 정차한다.

## 운행 노선

### 시외버스
| 방면        | 행선지 |
| ----------- | --- |
| 수도권 방면 | 공도, 부천, 성남, 송탄, 수원, 안산, 안성, 안양, 오산, 우만동, 이천, 이황리, 인천, 일죽, 장호원, 죽산, 태평리, 평택, 호계동                 |
| 충청권 방면 | 감곡, 건국대(충주), 괴산, 덕주사, 무극, 미륵리, 삼성, 북청주, 수안보, 월악산, 용원, 음성, 임곡, 주덕, 차곡, 청주, 충북혁신도시, 충주, 호산 |

### 시내버스
- 충주시의 시내버스 : 159번, 172번
- 음성군의 농어촌버스